# 青少女联盟

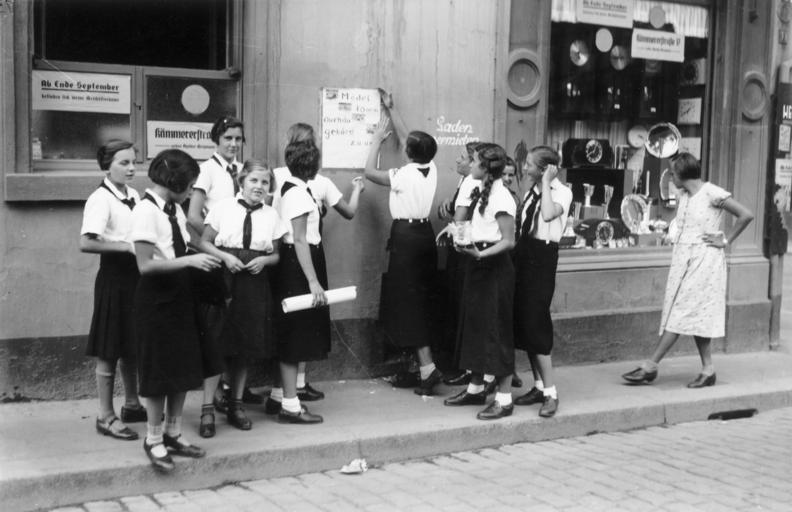
青少女联盟成员张贴海报

青少女联盟（德語：Jungmädelbund，JM）是希特勒青年团面向10到14岁女孩开设的组织，为德国少女联盟下属，最高领导者为德国少女联盟国家发言人（BDM-Reichsreferentin）。

## 历史
1933年的一体化后，德国少女联盟成为纳粹德国唯一的女子组织，其他的儿童社群，例如教会或童子军协会均被吸纳进希特勒青年团或被禁止。1936年《希特勒青年团一号法案》强制所有的10岁以上女孩加入青少女联盟，10岁以上男孩加入德国少年团。

## 会员
新成员须在每年3月1日到3月10日间到当地德国少女联盟管理办公室完成注册。首先需要完成四年级学业，另外需符合下列要求：
- 种族为德国裔
- 德国公民
- 无遗传性疾病

满足上述要求的女孩会被分配到其所在地的青少女联盟。但必须通过参与预备成员会议、体育锻炼日的勇气测试以及关于青少女联盟任务的讲座才能成为正式成员。
完成以上任务的女孩会在4月20日希特勒生日的欢迎仪式上宣誓并被授予会员证，小组领导者也会参与欢迎新会员的仪式。
每个女孩必须通过“青少女联盟挑战”（Jungmädelprobe），包括全天的小组远足和体育测试。每个女孩有六个月的时间完成这些挑战，每年的10月2日完成挑战的女孩会在仪式上被授予黑领巾和棕色皮质绳扣。
年满14岁的青少女联盟成员会自动转入德国少女联盟。